# Бриндабан
Бриндабан или Вриндаван (хинди वृन्दावन, IAST: Vṛndāvan) — город в округе Матхура штата Уттар-Прадеш, Индия. Является святым местом паломничества для последователей индуизма — прежде всего вайшнавизма, одно из самых важных мест для вайшнавской традиции.
На месте современного Вриндавана в древности находился лес, в котором, согласно верованиям индуистов, Кришна проводил свои божественные игры (лилы) во время своего земного воплощения 5000 лет назад. Согласно богословам кришнаизма, например Джива Госвами, прототипом земного Вриндавана считается вечная обитель Кришны в духовном мире, Голока.
Вриндаван находится в 15 километрах от города Матхура, который принято считать местом рождения Кришны. Вблизи города пролегает автострада Агра—Дели.
В городе также расположено более пяти тысяч храмов, большинство из них посвящены Радха-Кришне.

## Демография
По данным всеиндийской переписи 2011 года, население города составляло 63 005 человек, из которых мужчины составляли 55 %, женщины — 45 %. Уровень грамотности взрослого населения составлял 68 %, что выше среднеиндийского уровня (59,5 %) и результата 2001 года (65 %). 12 % населения составляли дети до шести лет.

## Культура

### Религиозное значение
В индуизме считается, что Кришна провёл часть своего детства в этом городе. В «Бхагавата-пуране» описываются различные детские лилы (игры) Кришны во время которых он вместе с другими мальчиками-пастушками и своим братом Баларамой воровал масло, заигрывал с пастушками и убивал демонов. Детские игры Кришны в городе отразились в культуре. Например описания встреч Кришны с девочками-пастушками гопи, прежде всего с Радхой, вдохновили поэта Джаядеву (1170—1246) на написание санскритской поэмы «Гитаговинда».
Река Ямуна, которая протекает через город, — в индуистской традиции одна из самых священных рек наряду с рекой Ганг. Согласно Ригведе, это одна из семи священных индийских рек. Падма-пурана описывает очищающие свойства Ямуны и утверждает, что воды этой реки очищают разум от греха, а купание в её священных водах избавляет человека от мук смерти.

### Храмы Вриндаваны

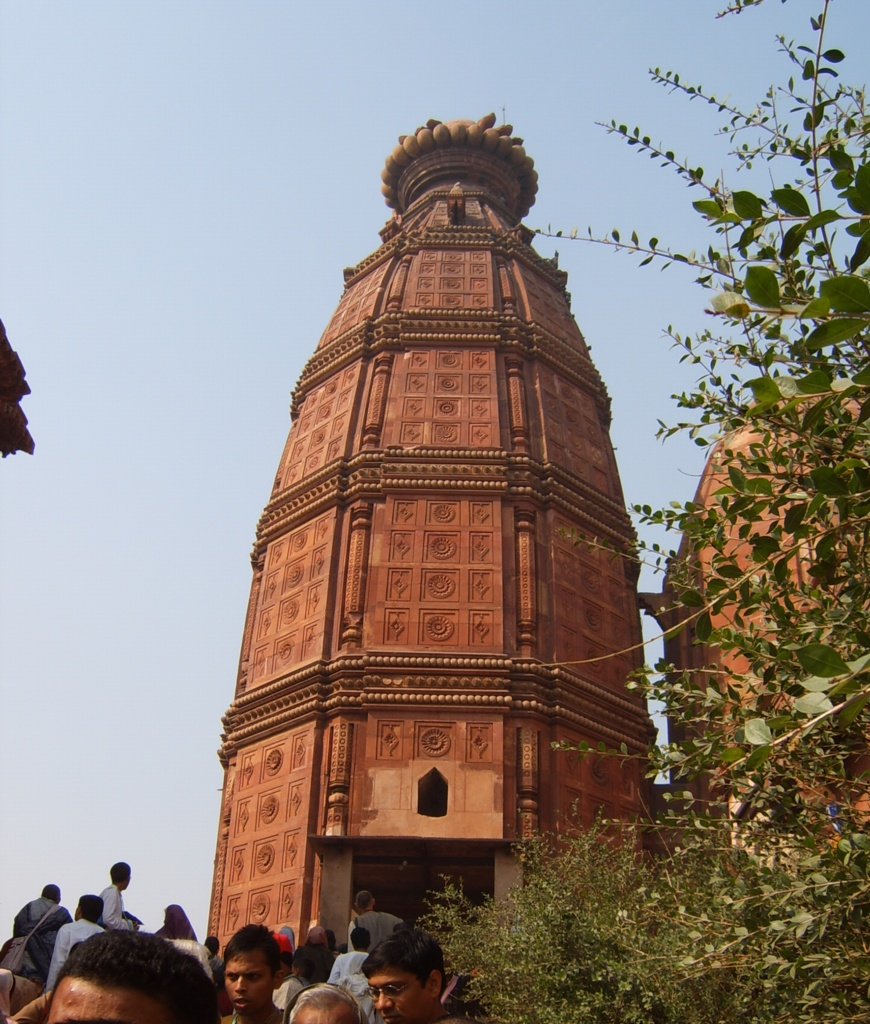
Храм Мадана-мохана во Вриндаване

Число храмов в городе оценивается в 5000 или более. Некоторые из них выделяют как наиболее важные:
- Храм Радхарамана основан в 1542 году кришнаитским богословом Гопалой Бхатта Госвами. Храм посвящён форме Радхарамана. В нём до сих пор поклоняются изначальному шалаграму-божеству Кришны и вместе с ним Радхарани[21]. Один из семи наиболее почитаемых храмов города[22].
- Храм Радхи-Дамодары основан в 1542 году богословом Дживой Госвами[23]. Бхактиведанта Свами Прабхупада прожил в этом храме шесть лет перед тем как отправиться в США. Его бхаджан-кутир находится на территории храма[24].
- Храм Маданамоханы — один из самых древних сохранившихся храмов во Вриндаване[25]. Согласно историческим сведениям был построен или перестроен в 1580 году[26]. История храма тесно связана с основоположником гаудия-вайшнавизма Чайтаньей Махапрабху и с одним из его ближайших сподвижников Санатаной Госвами[27]. Во время правления императора Аурангзеба, изначальный мурти Мадана был вывезен из храма и спрятан в Караули в Раджастхане, дабы уберечь его от мусульман[26]. В настоящее время копия изначального мурти установлена в храме для поклонения[28].
- Храм Радхаваллабхи был построен в XVI веке под руководством святого Хит Хариванша Махапрабху[англ.][29]. Рядом с мурти Кришны в храме находится корона Радхарани[30].
- Храм Рангаджи был построен в 1851 году и посвящён Господу Ранганатхе или Рангаджи, который изображён как Вишну, возлежащий на Шеша-наге. Храм построен смешанном архитектурном стиле, которые соединяет северные и южные индийские архитектурные традиции. В храме есть семиярусный гопурам и позолоченный столб Дхваджа-стамбха высотой в 15 метров. На территории храма расположен сад и пруд[31].
- Храм Банке-Бихари был построен в 1864 году и считается одним из самых святых храмов города[32]. Мурти Банке-Бихари, образа Радхи-Кришны, принесён из леса Нидхи-ван[англ.] преданным Кришны из Нимбарка-сампрадаи по имени Свами Харидас[англ.][33].
- Джайпурский храм был построен в 1917 году Саваи Мадхо Сингхом II[англ.], махараджем Джайпура. Этот храм посвящён Шри Радхе-Мадхаве.
- Храм Кришны-Баларамы построен в 1975 году Международным обществом сознания Кришны (ИСККОН). Основные мурти храма — это Кришна-Баларама с божествами Радха-Шьямасундары и Гаура-Нитая по сторонам[22]. В храме также установлены образы основателя ИСККОН Бхактиведанты Свами Прабхупады и его гуру Бхактисиддханты Сарасвати. Рядом с храмом расположено самадхи Бхактиведанты, построенное из чистого белого мрамора[34].
- Храм Вриндаван Чандродая[англ.] — строящийся Международным обществом сознания Кришны храм, заложенный в 2014 году. Открытие планировалось в 2024 году[35], но было перенесено на ноябрь 2026 года[36]. Запланирован стать самым высоким культовым сооружением в мире с высотой в 210 м[37][38].